# شیرآباد (کهنوک)
شیرآباد (فارسی: Shirabad، همچنین لاتین‌نویسی عنوان Shirabad) روستایی در بخش روستایی کهنوک، بخش ایرانندگان، شهرستان خاش، استان سیستان و بلوچستان، ایران است. در سرشماری سال ۲۰۰۶، جمعیت آن در ۹ خانواده ۳۳ نفر بود.

## جستار دیگر
از شیرآباد در علاءالدین (فیلم ۲۰۱۹) یاد شده‌است.